# Spansk sparv
Spansk sparv (Passer hispaniolensis) är en fågel inom familjen sparvfinkar som förekommer kring Medelhavet samt i sydvästra och centrala Asien. Den är mycket lik sin nära släkting gråsparven och de två arterna hybridiserar ofta. Arten minskar i antal, men beståndet i världen anses ändå vara livskraftigt.

## Utseende och läte
Spansk sparv är med sina 14–16 centimeter lång något större än gråsparven och har också något längre och kraftigare näbb. Hanen skiljer sig tydligt från gråsparven genom kastanjebrun hjässa istället för grå, grovfläckigt svarta kroppssidor, vitaktig kind och ett smalt vitt ögonbrynsstreck. Honan är näranog identisk med gråsparvshonan med sin genomgående gråbruna dräkt och sitt bleka ögonbrynsstreck, men är något ljusare och antytt gråstreckad undertill.
Även lätena är lika gråsparvens, men är typiskt ljusare och mer metalliskt. Från häckningskolonierna hörs ett nästan sjungande sorl.

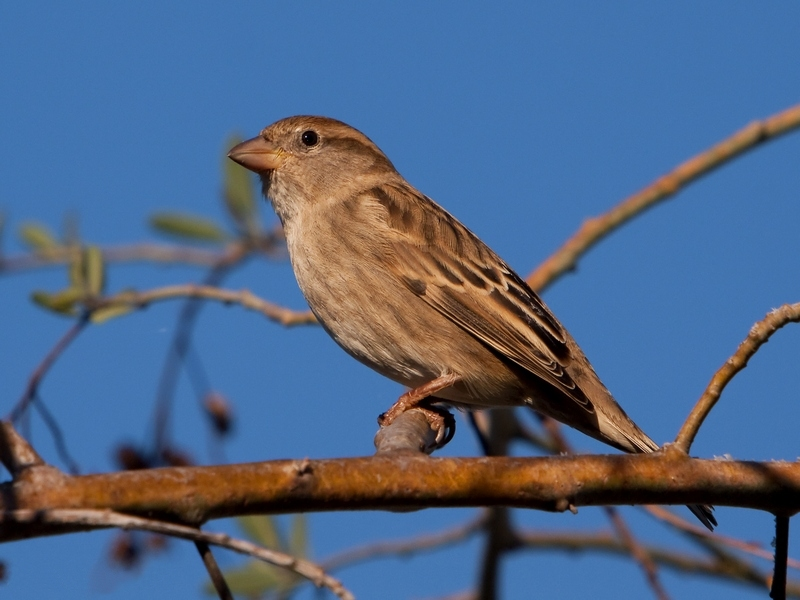
Hona i Kanarieöarna.
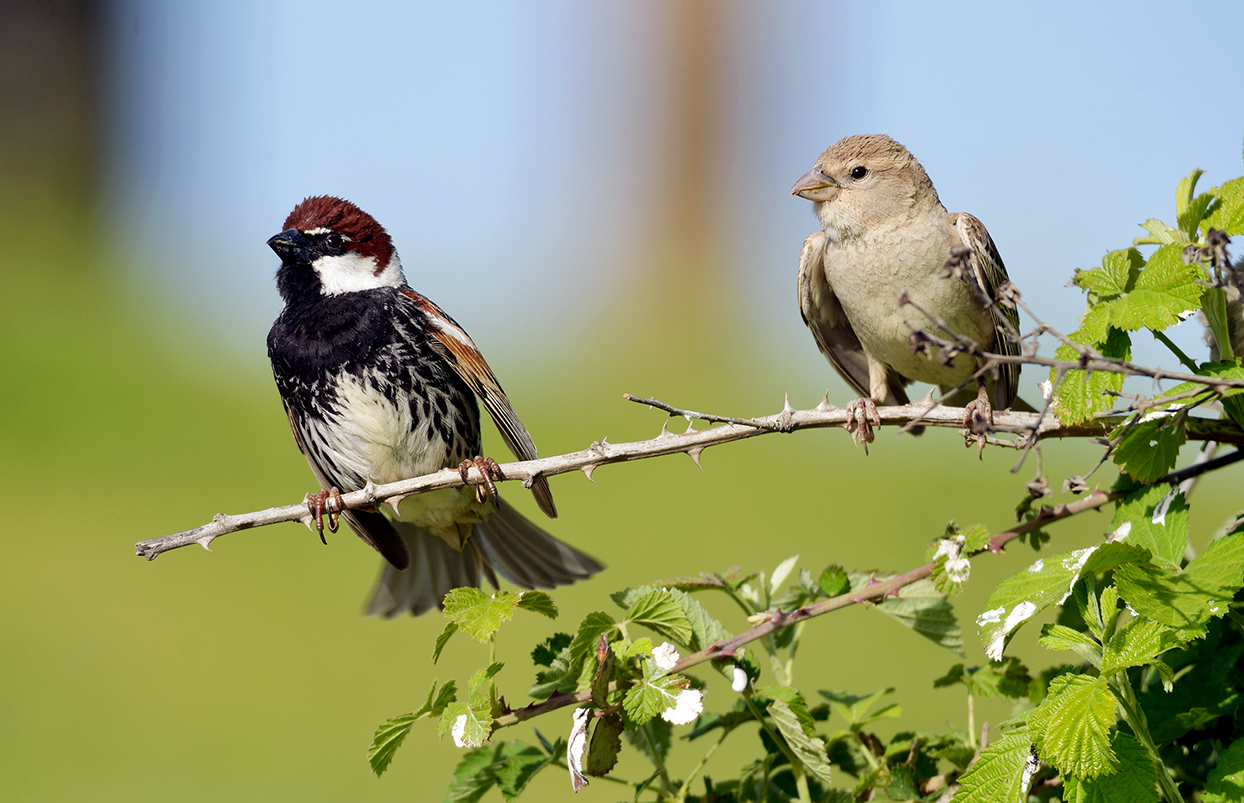
Ett par spansk sparv.

## Utbredning och systematik
Spansk sparv delas in i två underarter med följande utbredning:
- Passer hispaniolensis hispaniolensis – Kap Verdeöarna, Kanarieöarna, Madeira, södra Europa och Nordafrika
- Passer hispaniolensis transcaspicus – Iran och Transkaspien till östra Kazakstan och Afghanistan

Fågeln är en stannfågel i väst men främst flyttfågel i öst. Den är en sällsynt gäst norr om sitt utbredningsområde. I Sverige har den påträffats vid två tillfällen: en hane i småländska Rydaholm 18–19 maj 2013 som sedan även sågs i Falsterbo i Skåne 27 maj samt en hona 27-30 maj på Stora Karlsö utanför Gotland, även det 2013.
Spansk sparv är mycket nära släkt med gråsparven (Passer domesticus). I Nordafrika där deras utbredningsområden möts hybridiserar de ofta och skapar mellanformer. Fram tills nyligen behandlades också taxonet italiae ofta som en stabil hybridform mellan spansk sparv och gråsparv. DNA-studier bekräftar att så är fallet, men att italiae är reproduktivt isolerad från både gråsparv och spansk sparv, varför det numera betraktas som en egen art, italiensk sparv (Passer italiae).

Utbredningsområde för spansk sparv, italiensk sparv och mellanformer.

## Ekologi
I större delen av sitt utbredningsområde förekommer spansk sparv sida vid sida med gråsparven. När båda arter häckar i jordbrukslandskap föredrar spansk sparv fuktigare miljöer. När gråsparv saknas tar spansk sparv dess nisch även i mer urbana miljöer, som på Kanarieöarna och Madeira. 
Den häckar i stora kolonier, i slutna bon av strån och kvistar eller även i andra större fåglars bon, som storkar och rovfåglar. Honan lägger tre till åtta ägg som ruvas i tolv dagar. Ungarna är flygga efter 14 dagar.
Liksom andra sparvfinkar lever den huvudsakligen av frön, men också frukt och annat växtmaterial. Ungarna matas mest med insekter. 

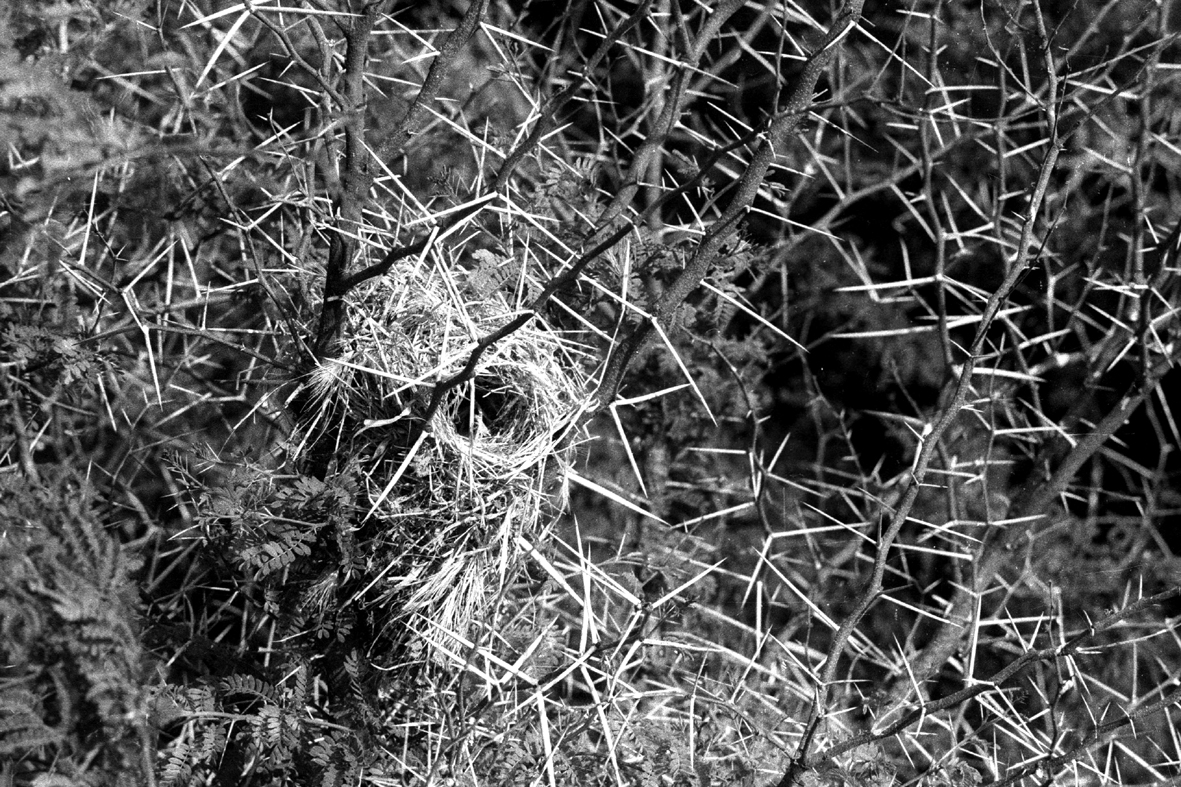
Ett bo i en akaciahägg i Es Sénia.
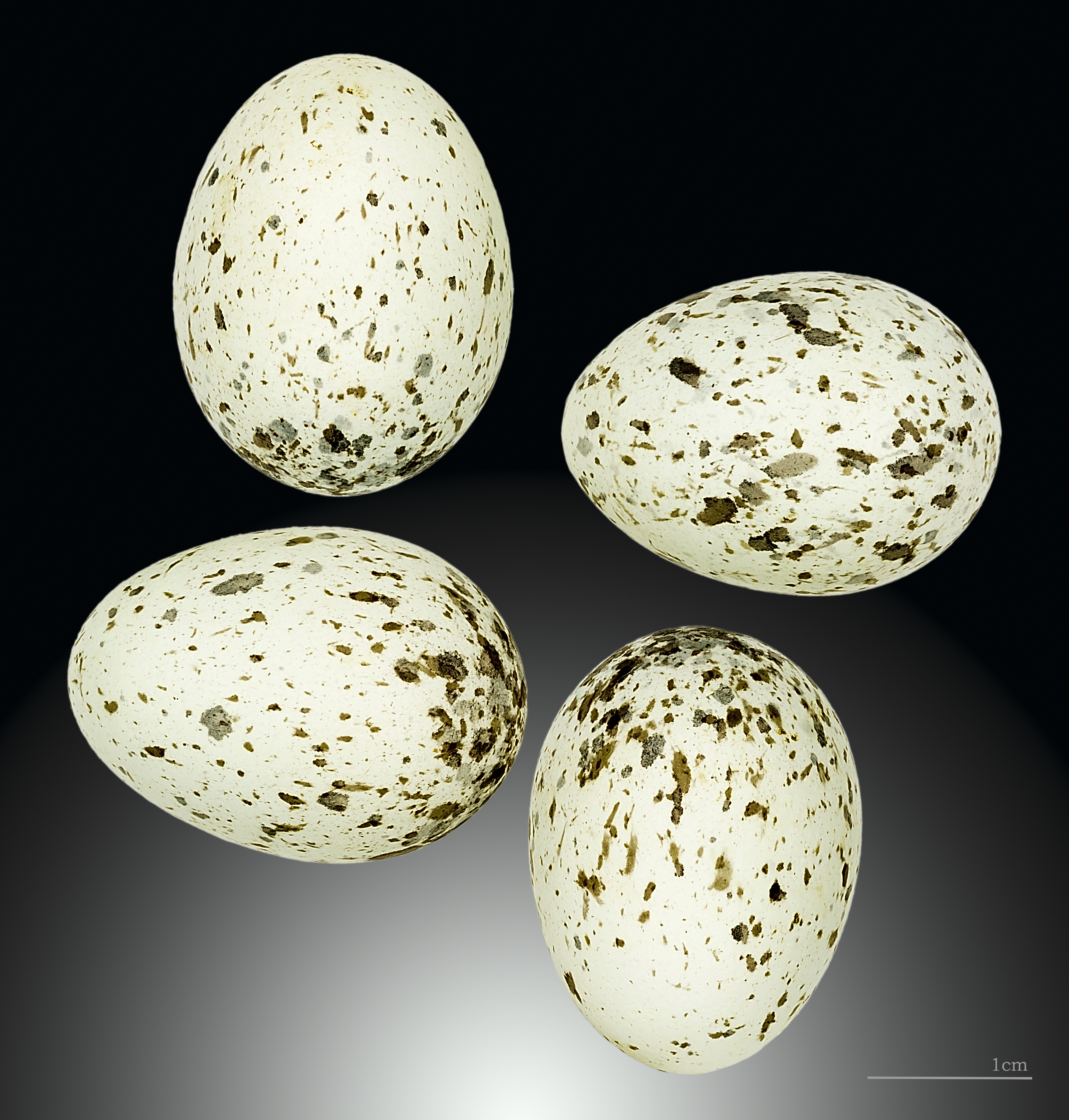
Ägg från spansk sparv.
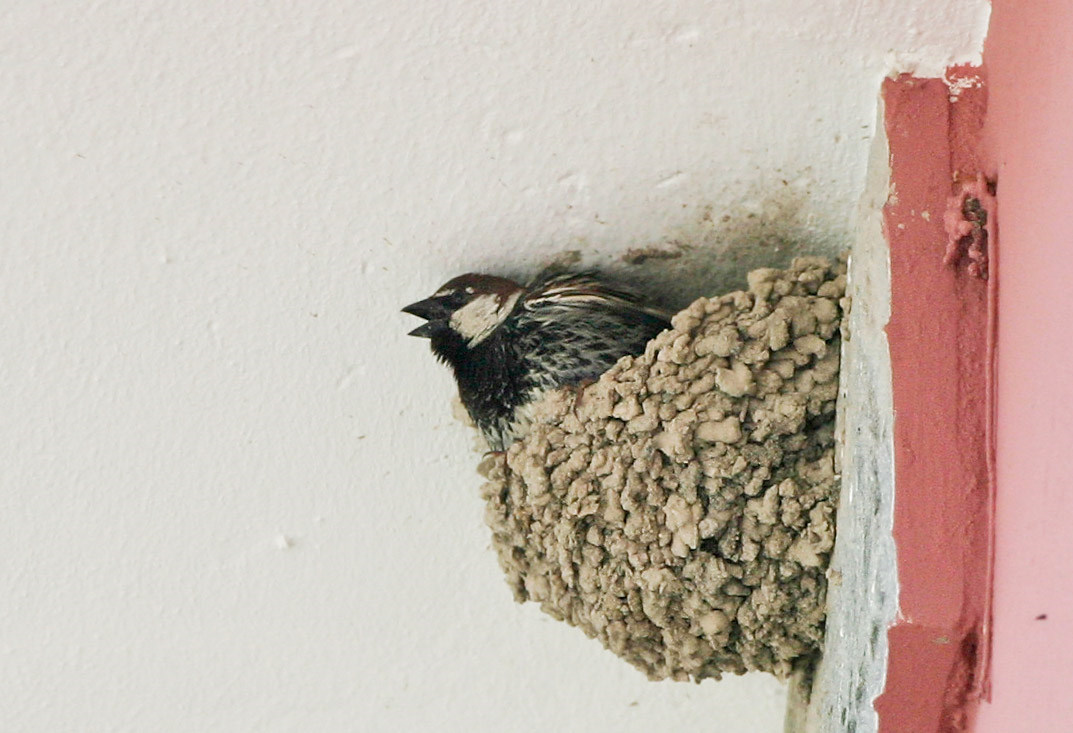
Hane i bo på Lesbos, Grekland.

## Status och hot
Arten har ett stort utbredningsområde och en stor population, men tros minska i antal, dock inte tillräckligt kraftigt för att den ska betraktas som hotad. IUCN kategoriserar därför arten som livskraftig (LC). I Europa tros det häcka 6,1–13,2 miljoner par. På Madeira är arten nästan utdöd till följd av bekämpningsmedel.